# Cypholophus rudis
Cypholophus rudis är en nässelväxtart som beskrevs av Henry Nicholas Ridley. Cypholophus rudis ingår i släktet Cypholophus och familjen nässelväxter. Inga underarter finns listade i Catalogue of Life.